# Clément Lenglet
Clément Nicolas Laurent Lenglet (Beauvais, Alta Francia, 17 de junio de 1995) es un futbolista francés que juega de defensa en el Atlético de Madrid de la Primera División de España.

## Trayectoria
Se incorporó a la cantera del A. S. Nancy-Lorraine en 2010, procedente del Union Sportive de Chantilly. El 27 de septiembre de 2013 hizo su debut con el primer equipo en un encuentro ante el Arlésien-Avignon. En la temporada 2015-16 logró el ascenso a Ligue, tras haber disputado 34 partidos. Debutó en Ligue 1, el 14 de agosto de 2016, en una derrota ante el Olympique de Lyon por 0 a 3.

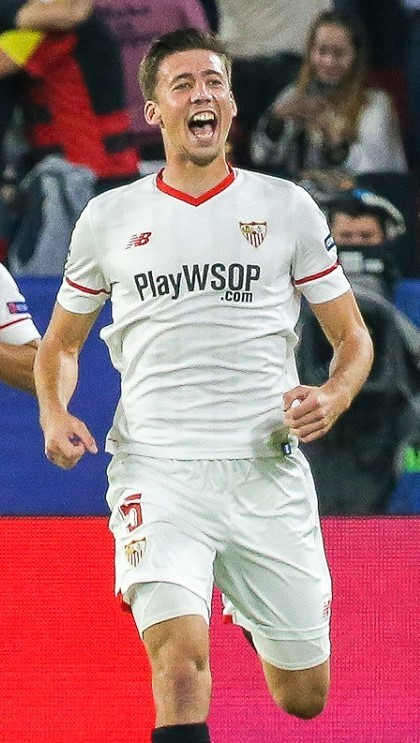
Lenglet jugando con el Sevilla F. C. en 2017

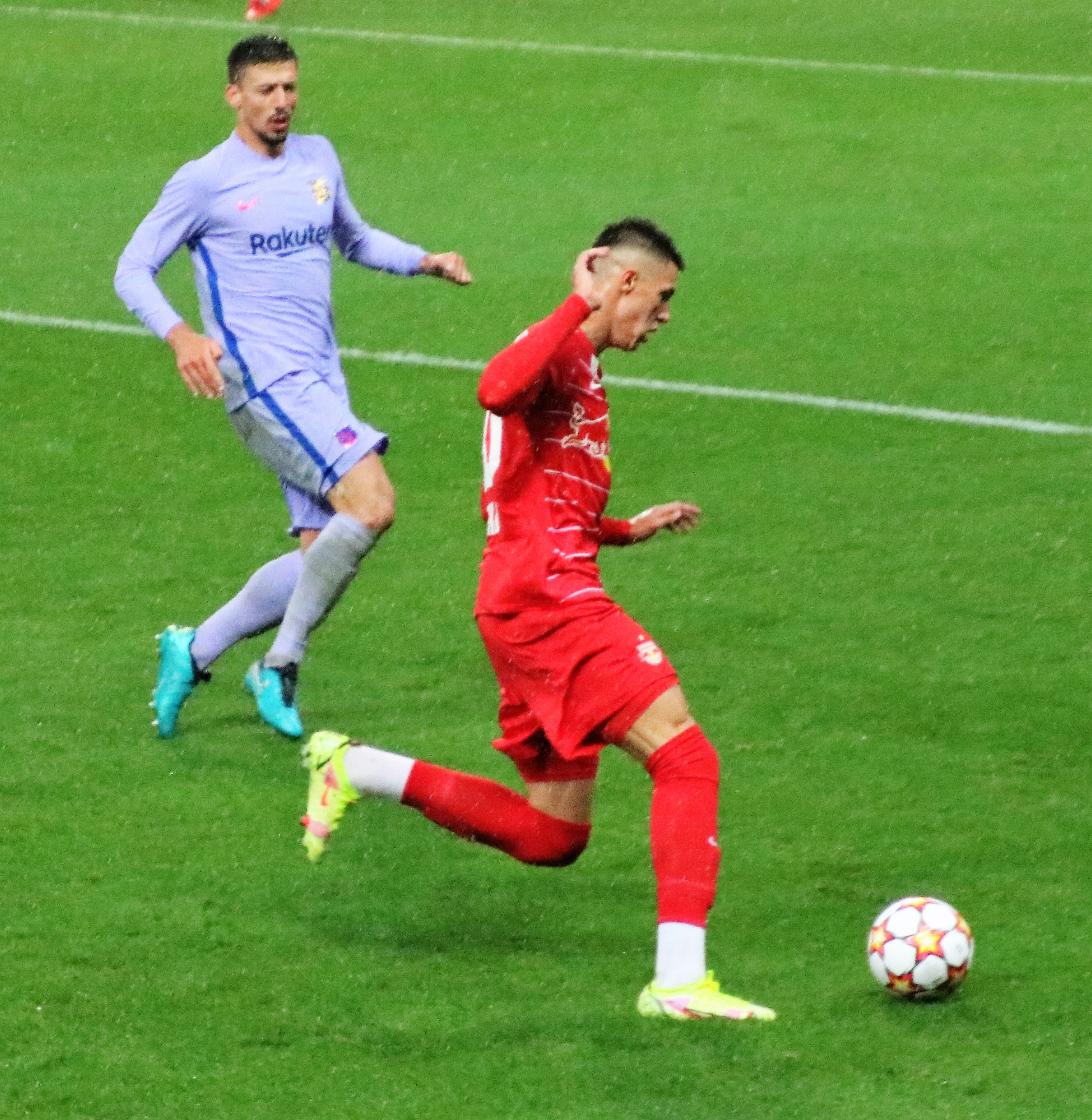
Lenglet jugando con el F. C. Barcelona en 2021

En enero de 2017 firmó por el Sevilla F. C., junto con su hermano Corentin, un contrato de cuatro campañas y media. El acuerdo por el central francés se cerraría por unos cuatro millones y medio de euros. Debutó el 12 de enero, contra el Real Madrid, en un partido de la Copa del Rey que acabó empate a tres. Rápidamente, se consolidó como titular en la zaga sevillista. De hecho, en apenas media temporada, llegó a disputar 19 partidos con el conjunto hispalense. El 19 de agosto de 2017 marcó su primer gol en Primera División ante el R. C. D. Espanyol. El 1 de noviembre logró su primer gol en Liga de Campeones en una victoria (2-1) ante el Spartak Moscú.
El 12 de julio de 2018 el F. C. Barcelona comunicó que había abonado su cláusula de rescisión de 35 900 000 euros, pasando así a formar parte del equipo azulgrana. El 12 de agosto debutó como titular en el club catalán en la final de la Supercopa de España ante el Sevilla (2-1). El 23 de septiembre fue expulsado en un partido frente al Girona Fútbol Club por un codazo sobre Pere Pons, acción que fue revisada por el VAR. El 31 de octubre logró su primer tanto desde su llegada en una victoria (0-1) en el descuento ante la Cultural Leonesa. Marcó su primer gol con el F. C. Barcelona en La Liga ante la Real Sociedad en el Camp Nou.
Ya en la temporada 2019-20, proporcionó una asistencia a su compatriota Antoine Griezmann para el primer gol en la victoria por 3-0 ante la S. D. Eibar a domicilio en el Ipurúa el 19 de octubre. Anotó su primer gol en la Liga de Campeones de la UEFA para el club el 8 de agosto de 2020, con un remate de cabeza en el minuto 10 en la victoria por 3-1 en casa contra la S. S. C. Napoli en el partido de vuelta de octavos de final.
El 8 de diciembre de 2020 jugó su partido número 100 con el conjunto azulgrana en un encuentro ante la Juventus de Turín. Acabaron siendo 160 las veces que jugó en los cuatro años que estuvo, logrando en este periodo de tiempo tres títulos.
El 8 de julio de 2022 el F. C. Barcelona y el Tottenham Hotspur F. C. llegaron a un acuerdo por su cesión hasta junio de 2023. Durante la temporada disputó 35 encuentros y la siguiente siguió en Inglaterra después de ser cedido al Aston Villa F. C. el 1 de septiembre. Acumuló una tercera cesión en la campaña 2024-25, siendo en esta ocasión el Atlético de Madrid su destino. Con este equipo firmó hasta 2028 en junio de 2025 tras rescindir su contrato con los azulgrana.

## Selección nacional
Ha sido internacional en todas las categorías inferiores de la selección francesa. El 11 de junio de 2019 debutó con la absoluta en un partido de clasificación para la Eurocopa 2020 en el que Francia ganó por 0 a 4 a Andorra.

## Estadísticas

### Clubes
Actualizado al último partido disputado el 23 de junio de 2025.
| Club                               | Div.          | Temporada     | Liga  | Liga  | Copas nacionales | Copas nacionales | Copas internacionales | Copas internacionales | Total | Total |
| Club                               | Div.          | Temporada     | Part. | Goles | Part.            | Goles            | Part.                 | Goles                 | Part. | Goles |
| ---------------------------------- | ------------- | ------------- | ----- | ----- | ---------------- | ---------------- | --------------------- | --------------------- | ----- | ----- |
| A. S. Nancy-Lorraine Francia       | 2.ª           | 2013-14       | 3     | 0     | 0                | 0                | —                     | —                     | 3     | 0     |
| A. S. Nancy-Lorraine Francia       | 2.ª           | 2014-15       | 22    | 0     | 5                | 0                | —                     | —                     | 27    | 0     |
| A. S. Nancy-Lorraine Francia       | 2.ª           | 2015-16       | 34    | 2     | 2                | 0                | —                     | —                     | 36    | 2     |
| A. S. Nancy-Lorraine Francia       | 1.ª           | 2016-17       | 18    | 0     | 2                | 0                | —                     | —                     | 20    | 0     |
| A. S. Nancy-Lorraine Francia       | Total club    | Total club    | 77    | 2     | 9                | 0                | 0                     | 0                     | 86    | 2     |
| Sevilla F. C. · España             | 1.ª           | 2016-17       | 17    | 0     | 1                | 0                | 1                     | 0                     | 19    | 0     |
| Sevilla F. C. · España             | 1.ª           | 2017-18       | 35    | 3     | 8                | 0                | 11                    | 1                     | 54    | 4     |
| Sevilla F. C. · España             | Total club    | Total club    | 52    | 3     | 9                | 0                | 12                    | 1                     | 73    | 4     |
| F. C. Barcelona · España           | 1.ª           | 2018-19       | 23    | 1     | 10               | 1                | 12                    | 0                     | 45    | 2     |
| F. C. Barcelona · España           | 1.ª           | 2019-20       | 28    | 2     | 3                | 1                | 9                     | 1                     | 40    | 4     |
| F. C. Barcelona · España           | 1.ª           | 2020-21       | 33    | 1     | 7                | 0                | 8                     | 0                     | 48    | 1     |
| F. C. Barcelona · España           | 1.ª           | 2021-22       | 21    | 0     | 0                | 0                | 6                     | 0                     | 27    | 0     |
| F. C. Barcelona · España           | Total club    | Total club    | 105   | 4     | 20               | 2                | 35                    | 1                     | 160   | 7     |
| Tottenham Hotspur F. C. Inglaterra | 1.ª           | 2022-23       | 26    | 0     | 2                | 0                | 7                     | 1                     | 35    | 1     |
| Tottenham Hotspur F. C. Inglaterra | Total club    | Total club    | 26    | 0     | 2                | 0                | 7                     | 1                     | 35    | 1     |
| Aston Villa F. C. Inglaterra       | 1.ª           | 2023-24       | 14    | 0     | 3                | 0                | 8                     | 0                     | 25    | 0     |
| Aston Villa F. C. Inglaterra       | Total club    | Total club    | 14    | 0     | 3                | 0                | 8                     | 0                     | 25    | 0     |
| Atlético de Madrid · España        | 1.ª           | 2024-25       | 23    | 2     | 4                | 1                | 9                     | 0                     | 36    | 3     |
| Atlético de Madrid · España        | Total club    | Total club    | 23    | 2     | 4                | 1                | 9                     | 0                     | 36    | 3     |
| Total carrera                      | Total carrera | Total carrera | 297   | 11    | 47               | 3                | 71                    | 3                     | 415   | 17    |
| 1. 2.                              |               |               |       |       |                  |                  |                       |                       |       |       |

## Palmarés

### Campeonatos nacionales
| Título              | Club            | País   | Año  |
| ------------------- | --------------- | ------ | ---- |
| Supercopa de España | F. C. Barcelona | España | 2018 |
| La Liga             | F. C. Barcelona | España | 2019 |
| Copa del Rey        | F. C. Barcelona | España | 2021 |